# Psychologia religii

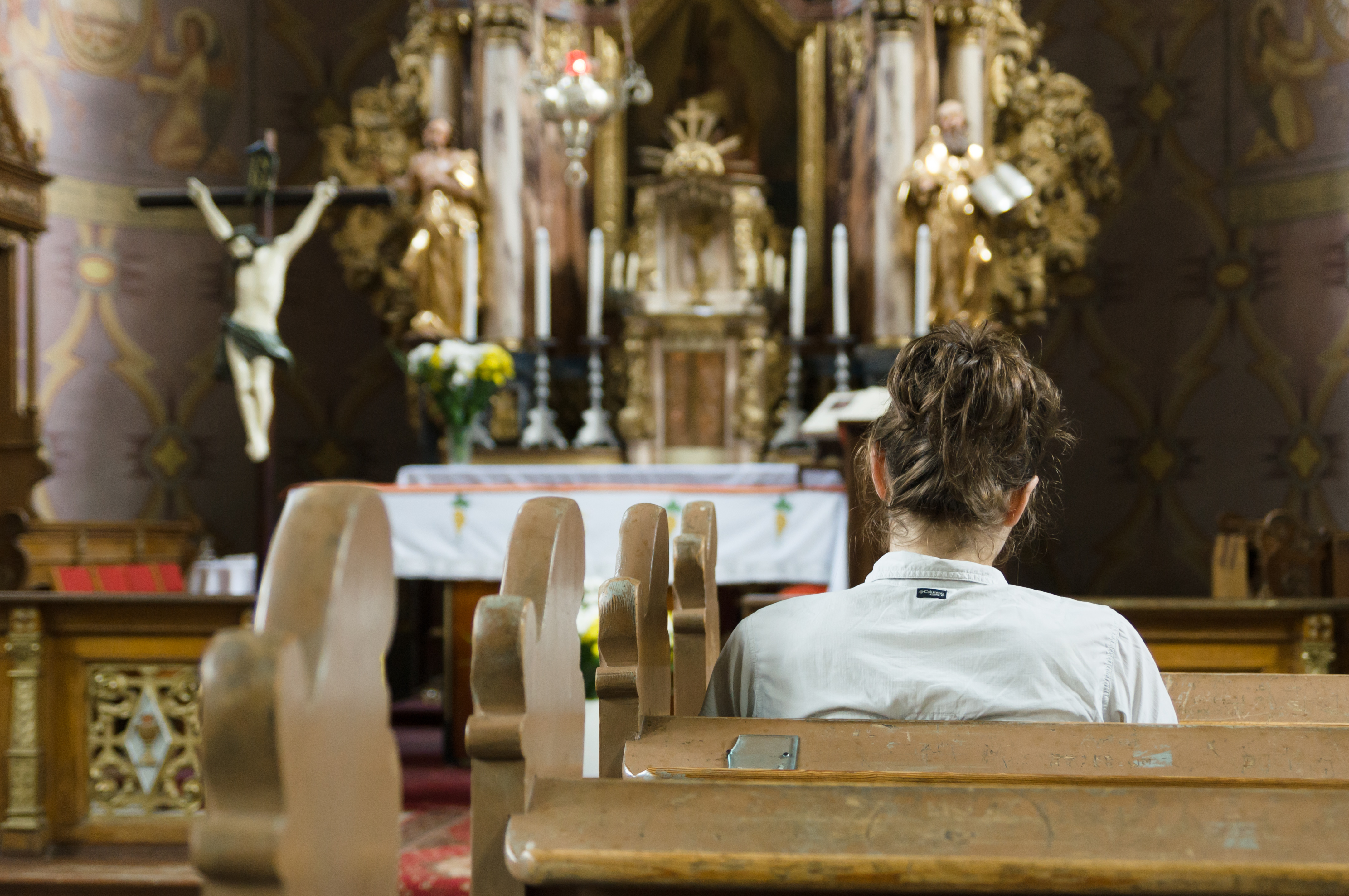
Kobieta modląca się w kościele

Psychologia religii – interdyscyplinarna nauka z pogranicza psychologii i religioznawstwa, korzystająca z dorobku obu dziedzin. Z psychologicznego punktu widzenia przedmiotem psychologii religii są przejawy indywidualnej religijności takie jak przekonania religijne, doświadczenie religijne, konwersja, ale także fundamentalizm religijny i ateizm. Przy pomocy aparatu pojęciowego wytworzonego na polu psychologii bądź jej poddziedzin (np. psychologia kliniczna religii zajmuje się opisem relacji pomiędzy religijnością a zdrowiem psychicznym). Podejście opisowe koncentruje się na strukturze religijności i jej przejawów oraz relacjach między nimi, zaś celami podejścia wyjaśniającego (funkcjonalnego) są ukazanie osobowościowych, motywacyjnych, percepcyjnych i społecznych przyczyn kształtowania się, rozwoju, trwania lub zaniku religijności jednostek.
Psychologia religii jako subdyscyplina religioznawstwa, podobnie jak socjologia religii, zajmuje się religią jako fenomenem ponadindywidualnym wraz z jej historycznym i społeczno-kulturowym zróżnicowaniem.
Współcześni badacze w coraz większym stopniu włączają do badań nad religijnością kategorię duchowości, której zakres znaczeniowy jest z religijnością częściowo rozłączny.
Główne podejścia teoretyczne stosowane w psychologii religii:
- psychoanalityczne (wątek edypalny) (S. Freud, E. Erikson, A. Godin, M. Carroll)
- neopsychoanalityczne (wątek pre-edypalny) (M. Klein, J. Suttie, A. Rizzuto, narcyzm -H. Kohut)
- analityczne (C.G. Jung, A. Adler)
- fenomenologiczne i interpretacyjne (W. Dilthey, M. Scheler, R. Otto, W. James, F. Heiler, T. Thun)
- behawioralne (G. Vetter, B. Skinner)
- poznawcze (kognitywne) (J. Piaget, D. Elkind, B. Spilka, J. van der Lans)
- humanistyczne i humanistyczno-egzystencjalne (E. Fromm, K. Horney, G. Allport, V. Frankl)
- ewolucyjne (A. Hardy, D. Hay)
- kulturowe (religijność jako wynik akulturacji) (E. Bourginon, H. Sundén, H. Grzymała-Moszczyńska)

## Przedmiot i cele psychologii religii
Przedmiot badań psychologii religii ma dwojaki charakter. Jeśli celem dociekań jest religia jako zjawisko ponadjednostkowe (społeczne, kulturowe, uniwersalne), przedmiotem badań są jej psychologiczne źródła. Pytania badawcze dotyczą tego, jakie cechy umysłu (struktur poznawczych, systemu nawyków), bądź jakie potrzeby (od podstawowych biologicznych po samorealizacyjne) prowadzą do powstawania, trwania i (lub) zaniku przekonań, zachowań i instytucji religijnych. Jeśli celem dociekań jest odpowiedź na pytania o miejsce oraz rolę religii w umyśle i biografii jednostki, wówczas przedmiotem badań jest religijność, a szczególnie jej struktura, miejsce i funkcje motywacyjne, a także procesy formowania się lub zaniku.

## Rozróżnienie znaczeniowe pojęć: religia a religijność
Religia to między innymi taki zbiór twierdzeń i norm, funkcjonujący w konkretnym kontekście historycznym i społeczno-kulturowym, który dostarcza wyjaśnień i reguluje stosunek zachodzący między człowiekiem i rozmaicie rozumianą rzeczywistością nadprzyrodzoną. Religijność to odniesienie do – także rozmaicie rozumianej – transcendencji. Determinuje ono indywidualny, podmiotowy stosunek człowieka do twierdzeń i norm religii. Może on dotyczyć zarówno religii, w której kontekście przebiegała i przebiega inkulturacja jednostki, jak i innych religii obecnych w danym środowisku, choć przez tę jednostkę nieakceptowanych (w całości lub selektywnie). To ustosunkowanie wyraża się w sferze pojęć i przekonań, uczuć oraz zachowań jednostki. Sprowadza się do subiektywnego odniesienia człowieka do rzeczywistości opisywanej i wyjaśnianej w danej religii, w kategoriach takich jak sacrum, świętość czy – jak to ujął Paul Tillich – ostateczna troska (ultimate concern). Religijność można traktować jako złożoną strukturę (sądy, przekonania, przeżycia, stany emocjonalne, predyspozycje do zachowań, same zachowania). W zależności od stopnia identyfikacji podmiotu z daną religią, religijność jest w różnym stopniu wkomponowana w osobowość. Psychologowie religii wyróżniają wiele typów religijności, nazywając je także wymiarami lub orientacjami. Przykłady: podział na religijność autorytarną i humanistyczną (Fromm), wewnętrzną (dojrzałą) i zewnętrzną (niedojrzałą) (Allport).

## Psychologiczne źródła religijności
- instynkt religijny – doszukiwanie się skłonności i predyspozycji do religii, które spontanicznie stać się mogą instynktownym przeczuciem i pełnym tęsknoty podążaniem za instynktem religijnym, które uspokoją się, gdy znajdzie się swój cel, wyjaśni samego siebie;
- wrodzona zdolność kontaktowania się z tym, co boskie, pragnienie przeżywania czegoś innego od zwykłej codzienności, tajemnicy, „czegoś całkiem innego”, doświadczenie numinotyczne, świętości (Rudolf Otto). Łączy ono dwa komplementarne aspekty:
  - mysterium tremendum – lęk przed czymś co jest nieznane,
  - mysterium fascinans – zachwyt Bogiem i pięknem np. Stworzenia;
- totemizm i magia (psychoanaliza, Freud);
- przekaz treści religijnych przez rodziców (wzór obrazu Boga pochodzi nie tylko od ojca) i osób znaczących (na przykładzie genezy obrazu Boga udowodnione między innymi przez Anę-Marię Rizzuto);
- temperament – niektórzy są bardziej temperamentalnie dysponowani do przeżywania religii niż inni;
- zaspokajanie potrzeb – poznawczych (np. koncepcje „pierwszej przyczyny”, antropogenezy), emocjonalnych (np. redukcja lęku przed śmiercią, dążenie do dobrostanu), egzystencjalnych (potrzeba sensu życia).

## Religia a psychologia (Freud, Jung, Maslow).
Zygmunt Freud przyjął redukcjonistyczny pogląd na źródła religijności. Uważał religię za iluzję, pochodną potrzeb ludzkich: potrzeby ładu moralnego oraz potrzeby bezpiecznego świata. Religia w jego ujęciu jest przedmiotem przeniesienia uczuć w stosunku do ojca (którego w religii zastępuje Bóg). Hipotezy filozoficzne Feuerbacha i społeczne Marksa Freud uzupełnił argumentami psychologicznymi, uznając, iż religia to nerwica natręctw. Freud powołał się tu na perspektywę antropologiczną, ontogenetyczną i etnologiczną.
Jung nie negował religii. Według Junga religia to sztywna, skodyfikowana forma doświadczenia religijnego, chroniąca człowieka przed niszczącymi, bezpośrednimi aspektami, jakie doświadczenie to potencjalnie posiada. Religia pozwala na włączenie w świat człowieka potężnych sił. Tradycje religijne powinny mieć wpływ na życie psychiczne człowieka. Człowieka tworzą archetypy religijne. To, że rozumem nie możemy poznać Boga, nie oznacza, że on nie istnieje. Bóg – zdaniem Junga – nie jest stworzony, ale wybierany. Jung uważał również, że z biegiem czasu psychologia zastąpi religię.
Abraham Maslow twierdził, że przyszłość należy do religii opartej na doświadczeniu szczytowym; zadaniem psychologii jest wyzwolenie w człowieku tych najwyższych doświadczeń. Religia jest ważna dla życia psychicznego, gdyż ukazuje więzi między sacrum a człowiekiem; może być przedmiotem badań naukowych, aby lepiej wyjaśnić pewne zachowania człowieka. Jej rolą jest wyjaśnianie i pomoc w rozumieniu przeżyć człowieka.

## Badania psychologiczne
Tutaj niektóre badania psychologiczne nad mistycyzmem i połączeniami między niektórymi niepokojącymi doznaniami mistycznymi a ciężkimi doświadczeniami z okresu dzieciństwa. W innych badaniach Clifford A. Pickover odkrywa dowody wskazujące na związek padaczki skroniowej z wieloma „duchowymi” doznaniami, takimi jak opętanie, mającymi swoje źródło w zmianie aktywności elektrycznej mózgu. Carl Sagan w swojej ostatniej książce Świat nawiedzany przez demony. Nauka jako światło w mroku uważa, że źródłem wszystkich widzeń świętych w przeszłości oraz współczesne widzenia UFO mają podstawę w tym samym umysłowym zaburzeniu.
Według profesora Vilayanura S. Ramachandrana „jest możliwe, że wielu wielkich przywódców religijnych miało zaburzenia funkcjonowania płatu skroniowego co powodowało, że mieli wizje lub mistyczne doznania”. Dr. Michael Persinger sztucznie stymulował płaty skroniowe polem magnetycznym, używając urządzenia nazwanego hełm boga i uzyskał efekt doznań religijnych włączając w to doświadczenia z pogranicza życia i śmierci oraz widzenie duchów. Profesor neuropsychologii John Bradshaw mówi także:

Niektóre formy zaburzeń funkcjonowania płata skroniowego, lub padaczki są związane z religijnością. Najnowsze skanowania mózgu u wierzących pochłoniętych modlitwą lub transcendentalną medytacją wykazują większą aktywność „boskich obszarów” jak nazywa je Vilayanur Ramachandran. Psylocybina z „magicznych” grzybków wpływa na system serotoninoergiczny, powodując większą aktywność tych i innych obszarów mózgu, dając poczucie kosmicznej jedności, transcendentalnego znaczenia i ekstazy religijnej. Pewne rytuały mogą powodować podobne odczucia odpowiadające aktywności serotogenicznej.

W swojej książce Is Religion Dangerous, Keith Ward zwraca się do ludzi, którzy uważają, że wiara jest urojeniem cytując definicję z Oxford Companion to Mind: „Utrwalone i specyficzne przekonanie, niespotykane w kulturze do której należy jednostka”. i zauważa, że „większość wielkich filozofów wierzyła w Boga” i że wielu ludzi, którzy wykazują wysoki stopień racjonalnego myślenia oraz potrafią sensownie i spójne uzasadnić swoje przekonania „odrzuca przekonanie, że wiara w Boga jest urojeniem – niezależnie od tego czy jest błędna czy nie”.
Sam Harris amerykański autor, który pisał na tematy neurologii i rozumu jest również autorem książki Koniec wiary, którą napisał po zamachach z 11 września 2001 oraz Listu do chrześcijańskiego narodu. W Końcu wiary porównuje wiarę do choroby psychicznej mówiąc, że wiara: pozwala skądinąd normalnej osobie, zrywać owoce szaleństwa i uważać je za święte.
W Polsce psychologią religii zajmował się Władysław Witwicki. Przeprowadził również badania empiryczne w tym zakresie, które opublikował w swojej książce Wiara oświeconych. W komentarzu do własnego tłumaczenia ewangelii Mateusza i Marka (Dobra Nowina według Mateusza i Marka) dokonał analizy psychologicznej tekstu oraz osób w nim występujących, m.in. podważając zdrowie psychiczne Jezusa.